# 개떡

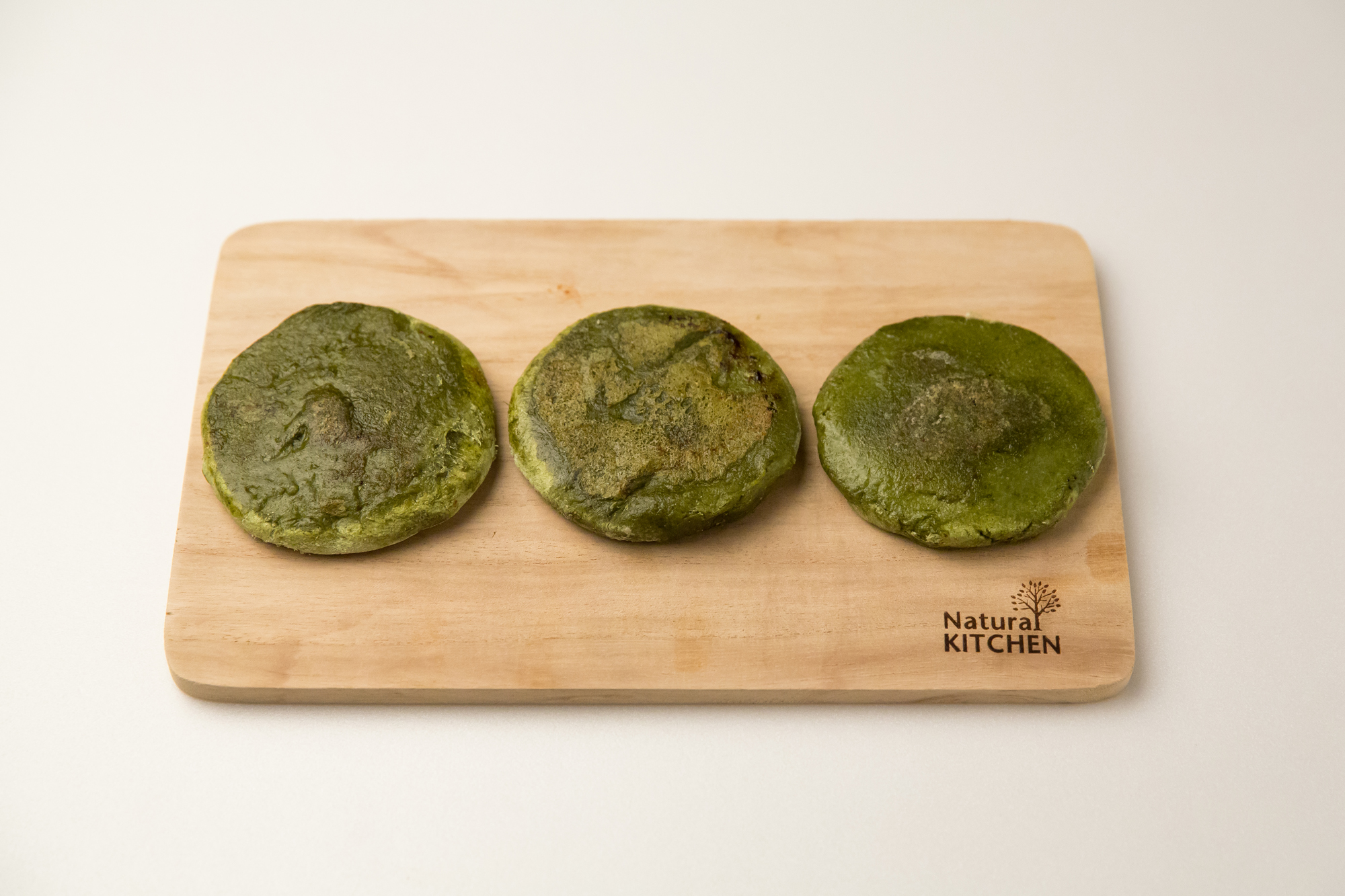
개떡

개떡은 보릿가루라든가, 노깨, 보릿겨, 나깨 등을 반죽하여 아무렇게나 반대기를 지어 찐 떡이다.

## 개떡 같다라는 말의 유래
마음에 썩 달갑지 않고 하찮은 것, 못생겼다든지 나쁘거나 마음에 들지 않는 것을 비유적으로 흔히 '개떡 같다'라는 말을 사용하는데, 그 말의 유래는 다음과 같다.
먹을 것이 지금처럼 풍족하지 않았던 시절에 해먹던 음식음식으로, 메밀 속껍질이나 밀가루를 곱게 채치고 남은 찌꺼기를 사용하여 만들었다. 
밀가루나 메밀가루도 아니고, 그것을 고르고 난 거친 가루로 만들었는데, 그러니 모양인들 정성 들여 예쁘게 만들 리 없었을 것이다. 
가루로 반죽을 만든 다음 그 반죽을 편평하고 둥글넓적하게 대충 만들어서 쪘으니, 개떡은 생김새만 형편없는 게 아니라 맛도 별로 없었다. 
배가 고파서 어쩔 수 없이 먹은 것이었으니, 그래서 못생기거나 형편 없는 사물을 '개떡 같다'라고 부르게 되었다.